# ドクカラカサタケ
ドクカラカサタケ（毒唐傘茸、学名: Chlorophyllum neomastoideum）は、白い中型から大型のキノコ（菌類）。嘔吐や下痢など、胃腸系の食中毒を引き起こす毒キノコの一つ。

## 名称
コカラカサタケという別名がある。本種はとてもおいしいことで知られる食用のカラカサタケによく似る毒キノコであるため、ドクカラカサタケという標準和名がつけられた。

## 分布・生態
日本に分布する。
夏から秋にかけて、雑木林や竹藪、草地などの地上に、単生から散生し、ときに群生して菌輪を作る。腐生菌（腐生性）。

## 形態
子実体は傘と柄からなる。傘の径は8 - 10センチメートル (cm) で、成長すると平らに開くが、中央部は高く盛り上がる。傘の表側は表面は白地に淡黄褐色の大きな鱗片につける。周辺部には細かな鱗片が多数存在する。粘性はない。
傘の裏側のヒダは白色で密生し、柄に対して隔生する。ヒダには7.5 - 9 × 5 - 6マイクロメートル (μm) で楕円形の胞子をつける。胞子が熟してもヒダは白いまま。ヒダと肉は白色であるが、傷つくと赤褐色に変化する。
柄の高さは10 - 12 cm。柄の表面は絹状で、成長につれくすんだ白色から汚れた褐色へと変わる。基部はかぶら状に膨らむ。柄にはツバがあり、白っぽく環状で、上下に動かすことできる。

## 毒
2 - 3本食べると、1、2時間から数時間で、嘔吐、下痢などの胃腸系の中毒を起こす。ドクカラカサタケの幼菌を、カラカサタケ（Macrolepiota procera）と間違えて食べてしまう中毒事件が起きているため注意する必要があり、特に幼菌での同定には十分な注意が必要である。